# Pemexgate
Le Pemexgate est un scandale politique concernant le parti politique mexicain PRI durant la présidence de Ernesto Zedillo (1994-2000), découvert et dénoncé pendant la présidence de Vicente Fox (2000-2006). Il s'agit du transfert de 500 millions de pesos (près de 53 millions de dollars américains) au candidat du PRI à la présidentielle de 2000, Francisco Labastida Ochoa, de la part de la compagnie pétrolière PEMEX, principal exploitant des hydrocarbures au Mexique.
L'enquête, les interrogatoires et les négociations se sont déroulées sur un an en 2002, sans que personne soit inculpé par le Procuraduría General de la República (PGR) au final. L'Institut national électoral (IFE) a tout de même reconnu le PRI coupable de violation des lois électorales et lui a imposé une amende de plus d'un milliard de pesos (près de 97 millions de $) pour ne pas avoir déclaré la somme reçue de Pemex. L'amende est considérée comme la plus importante de l'histoire, équivalent à l'argent qu'aurait perçu le PRI entre 2003 et mi-2004.

## Pemex et le gouvernement mexicain

### Nationalisation mexicaine et industrie pétrolière
Le président Lázaro Cárdenas nationalise l'industrie pétrolière mexicaine en 1938 à la suite d'un conflit entre les syndicats et les compagnies pétrolières. Auparavant, l’industrie pétrolière était dominée par des sociétés étrangères à capitaux étrangers qui résistaient à la formation de syndicats. Lorsque le Syndicat mexicain des travailleurs du pétrole (STPRM) est créé en 1935, il exige des conditions de travail équitables et une augmentation des salaires. Le président Cárdenas décide alors de faire suivre la recommandation devant le conseil d'arbitrage. Les syndicalistes n'étant pas satisfaits, ils décident de déclencher une grève, ce qui provoque une pénurie de pétrole dans le pays pendant une courte période.
Le conseil d'arbitrage se range finalement du côté du syndicat et la Cour suprême ordonne que les entreprises répondent aux revendications des travailleurs. Cependant, les entreprises refusent d'accepter cet ordre, après quoi Cárdenas propose un accord pour mettre fin à la grève si les entreprises acceptent de payer 26 millions de pesos pour la perte de salaire occasionnée par la grève. Aucune des deux options n’ayant été retenue, Cárdenas décide de créer la compagnie pétrolière nationale, Pemex.
L'expropriation était un test décisif pour la politique de bon voisinage récemment annoncée par le président américain Franklin D. Roosevelt. Malgré les craintes que cela ne détériore les relations entre les États-Unis et le Mexique, les deux présidents ont pu se rencontrer lors d'un sommet, ce qui a permis au Mexique de faire partie de pays d'Amérique latine qui se sont ralliés aux Américains.
Depuis lors, le gouvernement mexicain entretient des relations très étroites avec Pemex. Le gouvernement a même créé une branche de recherche pour Pemex, appelée l'Institut mexicain du pétrole (en) (IMP), afin d'encourager la production nationale, transformant ainsi Pemex en une « super-agence d'élite ». Pemex devient au fil du temps l'outil du gouvernement qui lui permet le développement du Mexique à travers des initiatives économiques et sociales.
Pemex est considérablement régulé par la Constitution mexicaine et d’autres lois, qui l’empêchent par exemple de créer des coentreprises nationales ou de nouer des contrats liés au capital qui menaceraient le patrimoine mexicain. Cette régulation stricte combinée à des relations compliquées avec le gouvernement fédéral mexicain laissent peu de responsabilités à ses dirigeants. Pourtant, la fragmentation politique au Mexique suggère qu’aucune entité n’a le droit d'exercer de domination stratégique sur l’entreprise, surtout après les élections de 2000. Son incapacité à exercer diverses stratégies économiques en a fait "un instrument d’ingénierie financière de l’État". Cela signifie aussi que le gouvernement mexicain est très dépendant financièrement de Pemex, car les revenus à court terme de l’entreprise servent à combler les trous du budget fédéral. Au total, le financement du gouvernement mexicain par Pemex représente environ 40 % du budget fédéral du Mexique.

### Élections fédérales mexicaines de 2000

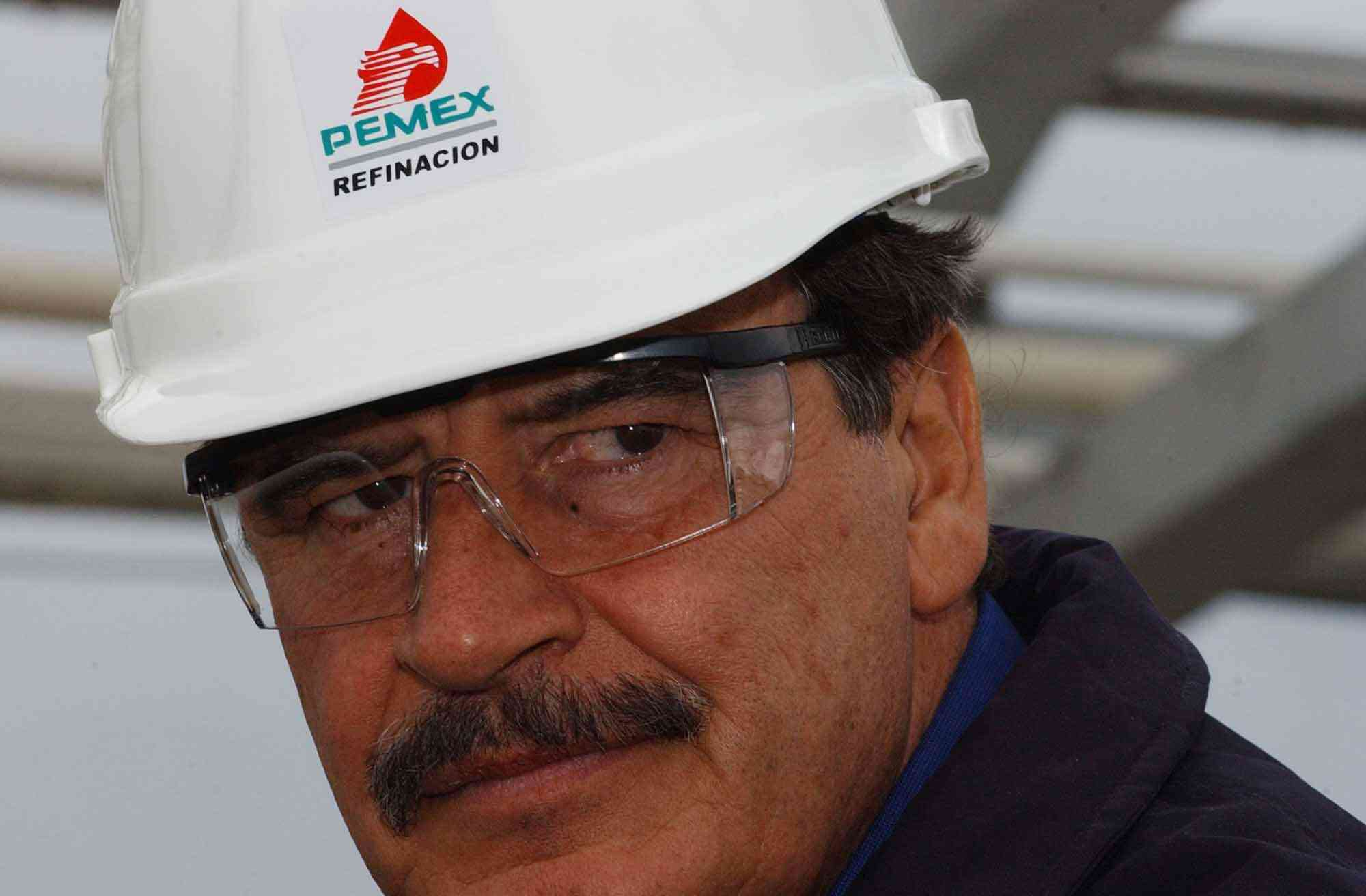
Vincente Fox en 2003, avec un casque du groupe Pemex

Les élections fédérales de 2000 ont marqué la fin du règne du PRI à la tête du gouvernement mexicain. Le parti dirigeait le pays depuis 1929 et avait construit un système politique national avec la conviction qu'il gouvernerait pour toujours. L'élection a été un moment politiquement significatif dans l'histoire en raison de la victoire de Vicente Fox du Parti d'action nationale (PAN) et parce qu'elle a marqué l'indépendance du Congrès par rapport au PRI.
La victoire de Fox était inattendue en raison du long règne du PRI, mais pas totalement sans précédent. Au milieu des efforts visant à faire du Mexique une nation véritablement démocratique, les citoyens ont montré par leurs votes la nécessité d'un changement de gouvernement. L'analyse des résultats du vote montre que 28% des électeurs ont choisi le PRI pour le candidat, mais 50% pour le parti, alors que 52% ont choisi le PAN pour le candidat et 35% pour le parti. En comparant les candidats, une écrasante majorité de 66 % des électeurs qui ont voté pour Fox ont déclaré avoir voté pour un changement dans la nation, tandis que Labastida a reçu 15 % et Cuauhtémoc Cárdenas du PRD a reçu 18 %. Les partisans du PAN et de nombreux universitaires ont voté pour Fox en sachant qu'une véritable démocratie était faite pour élire des dirigeants, ce que Fox a parfaitement su représenter à travers son programme électoral.
Afin de mieux promouvoir son candidat Francisco Labastida, le PRI a mobilisé son réseau à travers tout le pays. Le directeur de Pemex, Rogelio Montemayor Seguy, aurait notamment transféré 127 millions de dollars à Labastida et pour d'autres campagnes du PRI. Malgré les efforts, les résultats des élections ont donné à Fox 42,5 % des voix contre 36,1 % pour Labastida.

## Enquête

### Fox et la lutte anticorruption
Vicente Fox, comme promis lors de sa campagne présidentielle, s'est efforcé de résoudre les problèmes liés à la corruption dans le pays au cours de sa présidence. Ses premières années de mandat ont ainsi été très médiatisées en raison de toutes les nouvelles affaires ouvertes à la suite de cette chasse aux corrompus.
L'affaire du Pemexgate débute en janvier 2002, lorsque le Secrétariat à la Fonction publique du Mexique (SECODAM) signale le blanchiment illégal de plus de 120 millions de pesos (près de 13 millions de dollars) en provenance de fonds de fonctionnement de PEMEX, transmis par l'intermédiaire du Syndicat mexicain des travailleurs du pétrole (STPRM) au candidat Francisco Labastida. Parmi les hauts fonctionnaires reconnus coupables dans l'affaire figurent Rogelio Montemayor et le sénateur travailliste Carlos Romero Deschamps du PRI.
Le PGR a mené deux enquêtes différentes dans cette affaire. La première portait sur la question de savoir si le financement de la campagne provenait de fonds publics et si l'accord entre Pemex et le syndicat était légal, et la seconde sur la question de savoir si les lois électorales avaient été violées. L'enquête du SECODAM a révélé qu'une partie des 1,6 milliard de pesos (près de 172 millions de dollars) transférés illégalement de PEMEX au STPRM en 2000 avait également bénéficié à la campagne de Labastina. En septembre 2002, le gouvernement a émis des mandats d'arrêt contre Montemayor, le trésorier du syndicat et député fédéral Ricardo Aldana Prieto et Romero Deschamps. Il a également demandé que les deux dirigeants syndicaux voient leur immunité législative levée par le Congrès. Montemayor résiste à l'extradition en fuyant aux États-Unis pendant deux ans avant de revenir au Mexique en septembre 2004.
Malgré l'engagement de Fox, le gouvernement a commencé à abandonner des poursuites au fil du temps. Les accusations de blanchiment d'argent portées contre les responsables du STPRM ont été rapidement abandonnées et, en juillet 2003, le PGR a affirmé que l'aspect illégal des fonds n'avait pas pu être prouvé en raison de preuves insuffisantes. Trois autres personnes, dont un représentant du gouvernement et un employé de PEMEX, ont été graciées après avoir été accusées d'avoir mal géré la moitié des fonds détournés vers la campagne. Parmi les autres membres de PEMEX, l'ancien directeur de PEMEX, Raúl Muñoz Leos, a été condamné à une amende de 862 millions de pesos (près de 82 000 000 dollars) et à une interdiction d'exercer dans la fonction publique pendant les dix prochaines années. Finalement, l'IFE n'a retenu comme charge uniquement le fait que le PRI n'avait pas déclaré 500 millions de pesos (près de 48 000 000 dollars américains), ce qui dépassait clairement les limites de financement de la campagne, et a infligé au PRI une amende d'un milliard de pesos (plus de 97 millions de dollars américains) en mars 2003.
Vicente Fox a souvent été accusé par les membres du PRI de faire une chasse aux sorcières sur la base de fausses accusations. Malgré la tenue de nombreuses enquêtes, l'absence de véritables poursuites a amené les Mexicains à se demander si le gouvernement n'avait pas conclu un accord avec le PRI. L'une des nombreuses rumeurs disait que l'accord avait été conclu afin de couvrir l'affaire Amigos de Fox (en), qui impliquait le président lui-même.

### Conclusions de l'enquête
Plusieurs dirigeants de PEMEX ont été déclarés innocents : Rogelio Montemayor (ex-directeur de la corporation administrative), Carlos Juaristi Septien (ex-directeur de la corporation financière) et Julio Pindter Gonzalez (directeur adjoint aux relations du travail).
Trois syndicalistes ont été déclarés innocents de blanchiment d'argent et de délinquance organisée, mais ont été accusés de fraude électorale et d'abus de la confiance du peuple : Carlos Romero Deschamps (dirigeant du syndicat), Ricardo Aldana (membre du syndicat) et Jesus Olvera Méndez (membre du syndicat).
Quatre membres du PRI ont été déclarés innocents de blanchiment d'argent et de délinquance organisée, mais ont été accusés de fraude électorale. Tous étaient des collaborateurs politiques directement impliqués dans la campagne présidentielle de Francisco Labastida : Carlos Aldama (ancien secrétaire aux élections), Jorge Cárdenas Elizondo (ancien secrétaire aux finances), Alonso Bretón Figueroa (secrétaire adjoint aux finances) et Joel Hortiales Pacheco (ancien secrétaire technique aux finances),.

## Couverture médiatique
Malgré la gravité du scandale, très peu de reportages sur la corruption ont été diffusés pendant ou après le scandale. Il est intéressant de noter que d'autres affaires de corruption ont été beaucoup plus médiatisées. Par exemple, le Pemexgate est cité dans moins d'une quarantaine d'articles dans le journal Milenio, tandis que d'autres scandales ont atteint jusqu'à 200 articles. Le nombre étonnamment faible d'articles liés à Pemexgate ou à Amigos de Fox a éveillé certains soupçons.
En 2000, El Universal a publié 927 articles liés au Pemexgate. Beaucoup d'entre eux traitent explicitement de la corruption liée aux élections. Un article publié le 27 septembre 2002 intitulé "PRI, corresponsable del Pemexgate : Robles" discute ouvertement du rapport du PRD aux fonds détournés de Pemex vers Labastida et appelle à des enquêtes plus approfondies. Rosario Robles Berlanga, le leader national du PRD, a déclaré : "Cette question n'est pas seulement adressée aux responsables de Pemex, ni à ceux qui étaient à la tête de l'État à cette époque, mais doit également être élargie à la campagne présidentielle du PRI". De plus, l'article énumère les noms des individus qui auraient été impliqués dans la campagne présidentielle de Labastida.
El Universal a publié beaucoup moins d'articles sur la corruption lors de la campagne présidentielle de Labastida en 2000, l'année des élections. Cependant, peu d’entre eux évoquent ouvertement leur critique de Labastida. Dans un article publié le 15 juin 2000, un responsable de Pemex nommé Ramiro Berrón Lara a nié son soutien à Labastida pour les prochaines élections, malgré les pressions exercées par Labastida sur les travailleurs de Pemex pour qu'ils votent pour lui.